# 후지와라노 온시 (885년)
후지와라노 온시/야스코(일본어: 藤原 穏子 ふじわら の おんし/やすこ[*], 닌나 원년 (885년) - 덴랴쿠 8년 1월 4일 (954년 2월 9일))는 제 60대 다이고 천황의 중궁이다. 아버지는 관백 후지와라노 모토츠네이고, 어머니는 사네야스 친왕의 딸이다. 제 61대 스자쿠 천황, 제 62대 천황 무라카미 천황의 생모이다. 다른 이름으로는 고죠후(五条后)이다.

## 생애
쇼타이 4년 (901년), 다이고 천황에 입내해, 뇨고가 되었다. 엔기 7년 (907년)에 종3위, 엔기 9년 2월 21일에 종2위, 같은 해 6월 17일 정2위, 엔초 원년 (923년) 4월 26일, 중궁에 책봉되었다. 엔초 8년 (930년), 다이고 천황이 양위를 했고, 얼마 지나지 않아서 붕어했다. 양위를 받은 스자쿠 천황이 즉위했다. 조헤이 원년 (931년), 황태후에 올랐다. 덴교 9년 (946년), 무라카미 천황이 즉위하자, 태황태후가 되었다. 덴랴쿠 8년 (954년), 다이리 쇼요샤에서 70세의 나이로 사망했다.
엔기 3년 (903년)에 야스아키라 친왕을 낳았는데, 야스아키라 친왕은 황태자가 되었지만 요절하였고, 손자인 황태손 요시요리 왕도 불과 5살의 나이로 사망했지만, 야스아키라 친왕 사망 다음 달에 황후에 올랐고, 게다가 유타아키라 친왕 (스자쿠 천황)과 나리아키라 친왕 (무라카미 천황)을 연달아 출산해, 2대의 국모가 되어 섭관 정치 전성에의 기반을 다졌다. 승하까지, 스자쿠 천황ㆍ무라카미 천황 모두 황후를 세우지 않았기 때문에, 생애 내내 후궁 유일의 황후였다. 또한, 온시(야스코) 황후에 오를때, 중궁직이 놓였고, 이후 이것이 주류를 이루었다.
능묘는 우지릉 (교토부 우지시 코하타나카무라)이다.